# Наказание
Наказанието е авторитарно налагане на нещо негативно или неприятно за човек, животно, организация или лице в отговор на неприемливо или вредно поведение или действие. То може да е публично и официално или само в семейна среда.
В зависимост от законодателството, наказанието може да се нарича поправителен процес. Децата се наказват от родители и възпитатели с цел изработване на социално приемливо поведение. Работниците са наказвани от своите работодатели, а военнослужещите от своите командири.
Юридическата отговорност се осъществява само по предвидения за това процесуален ред. За простъпки и престъпления наказанието се определя от съда. В християнството наказанието идва от Бог за сторени грехове.
Целта на наказанието, съгласно философията на правото, лежи извън него и има за задача да обезпечи запазването на правния ред и защитата на обществото от посегателства върху обществения интерес и блага.